# Liste der Mitglieder der Deutschen Akademie der Naturforscher Leopoldina/1912
Die Liste der Mitglieder der Deutschen Akademie der Naturforscher Leopoldina für 1912 enthält alle Personen, die im Jahr 1912 zum Mitglied ernannt wurden. Insgesamt gab es 15 neu gewählte Mitglieder.

## Neu gewählte Mitglieder
| Nr.  | Name                                                   | Geboren       | Aufnahme | Gestorben     | Fachsektion                              | Bild                                   |
| ---- | ------------------------------------------------------ | ------------- | -------- | ------------- | ---------------------------------------- | -------------------------------------- |
| 3337 | Wilhelm Halbfaß                                        | 26. Juni 1856 | 26. Jan. | 29. Okt. 1938 | Anthropologie, Ethnologie und Geographie |                                        |
| 3338 | Hans Wilhelm Stille                                    | 8. Okt. 1876  | 26. Jan. | 26. Dez. 1966 | Mineralogie und Geologie                 | Hans Wilhelm Stille                    |
| 3339 | Hans Anna Maria Norbert Freiherr Jüptner von Jonstorff | 22. Mai 1853  | 29. Jan. | 6. Sep. 1941  | Physik und Meteorologie Chemie           |                                        |
| 3340 | Carl Gottfried Wilhelm Heinrich Hagenbeck              | 10. Juni 1844 | 31. Jan. | 14. Apr. 1913 | Zoologie und Anatomie                    |                                        |
| 3341 | Maximilian Georg Mathias Bamberger                     | 7. Okt. 1861  | 5. Feb.  | 28. Okt. 1927 | Chemie                                   |                                        |
| 3342 | Emanuel Czuber                                         | 19. Jan. 1851 | 9. Feb.  | 22. Aug. 1925 | Mathematik und Astronomie                |                                        |
| 3343 | Arnold Eduard Ortmann                                  | 8. Apr. 1863  | 19. Feb. | 3. Jan. 1927  | Zoologie und Anatomie                    |                                        |
| 3344 | Karl August Richard Rudolf Rüdemann                    | 16. Okt. 1864 | 22. Feb. | 18. Juni 1956 | Mineralogie und Geologie                 |                                        |
| 3345 | Oskar Bolza                                            | 12. Mai 1857  | 26. Apr. | 5. Juli 1942  | Mathematik und Astronomie                | Oskar Bolza                            |
| 3346 | Lothar Wilhelm Julius Heffter                          | 11. Juni 1862 | 27. Apr. | 1. Jan. 1962  | Mathematik und Astronomie                |                                        |
| 3347 | Alfred Hermann Loewy                                   | 20. Juni 1873 | 27. Apr. | 25. Jan. 1935 | Mathematik und Astronomie                |                                        |
| 3348 | Emil Abderhalden                                       | 9. März 1877  | 4. Jun.  | 5. Aug. 1950  | Physiologie                              | Emil Abderhalden                       |
| 3349 | Eugen Adolf Arthur Von Hippel                          | 3. Aug. 1867  | 8. Jun.  | 5. Sep. 1939  | Wissenschaftliche Medizin                | Eugen Adolf Arthur von Hippel          |
| 3350 | Simon Johannes Engelhard Von Nathusius                 | 24. Feb. 1865 | 20. Jun. | 24. Sep. 1913 | Zoologie und Anatomie                    | Simon Johannes Engelhard von Nathusius |
| 3351 | John C. Hemmeter                                       | 25. Apr. 1864 | 1. Nov.  | 25. Feb. 1931 | Wissenschaftliche Medizin                | John Conrad Hemmeter (um 1906)         |